# 國立苗栗高級商業職業學校
國立苗栗高級商業職業學校，簡稱國立苗商、苗栗高商、苗商，位於苗栗縣苗栗市光復路口及忠貞路口，與國立苗栗高級中學及私立建臺中學相鄰。

## 校訓
- 精----精敏幹練、精益求精。
- 誠----誠懇有禮、誠實守信。
- 勤----勤儉刻苦、勤勉奮發。
- 樸----樸素無辜、樸厚踏實。

## 沿革
- 1958年創校，初時借用苗栗初中教室上課，校名為「苗栗縣立苗栗高級商業職業補習學校」。
- 1973年8月1日，配合省辦高中政策，改制為「臺灣省立苗栗高級商業職業學校」。
- 2000年2月1日，因應精省，改隸為「國立苗栗高級商業職業學校」。

## 校長
- 第一任：封　昂 （民國47年（1958年）8月～民國51年（1962年）7月）
- 第二任：劉禹輪 （民國51年（1962年）8月～民國59年（1970年）9月）
- 第三任：王宮田 （民國59年（1970年）9月～民國60年（1971年）9月）
- 第四任：呂新榮 （民國60年（1971年）9月～民國61年（1972年）4月）
- 第五任：平鳳梧 （民國61年（1972年）4月～民國62年（1973年）9月）
- 第六任：伊慶箴 （民國62年（1973年）9月～民國69年（1980年）3月）
- 第七任：林植藩 （民國69年（1980年）3月～民國75年（1986年）7月）
- 第八任：杜泗輝 （民國75年（1986年）8月～民國80年（1991年）1月）
- 第九任：丁履準 （民國80年（1991年）2月～民國83年（1994年）7月）
- 第十任：張紹焱 （民國83年（1994年）8月～民國91年（2002年）1月）
- 第十一任：程為山 （民國91年（2002年）8月～民國95年（2006年）7月）
- 第十二任：姚清煇 （民國95年（2006年）8月～民國101年（2012年）7月）
- 第十三任：張金華 （民國101年（2012年）8月～民國108年（2019年）7月）
- 第十四任：黃國峰 （民國108年（2019年）8月～民國111年（2022年）7月）
- 第十五任：李燕坪 （民國111年（2022年）8月～現任）

## 外部連結
- 國立苗栗高級商業職業學校（页面存档备份，存于）（繁體中文）